# Bedřichov (Rybník)
Bedřichov (německy Friedrichshof) je zaniklá vesnice na území obce Rybník, v k. ú. Závist u Rybníku v okrese Domažlice v Plzeňském kraji. Vesnice stála 500 metrů jižně od Rybníku nad pravým břehem Radbuzy. Administrativně spadala pod Závist.

## Historie
První písemná zmínka o vesnici pochází z roku 1706, kdy zde byl křtěn novorozenec Sebastián Lang. To lze považovat podle regionálního historika Micka za zmínku o Bedřichovu, v té době nazývané Viehhaus. Své jméno Friedrichshof získala po svém zakladateli Fridrichu Františku Vidršpergárovi v roce 1734. Až do roku 1863 vlastnila vesnici Mutěnínská vrchnost. V roce 1920 byl postaven židovským obyvatelem hostinec Gartenzaun. Gartenzaunovi nebyli jediní židovští obyvatelé, již roku 1805 je uváděn Habakuk Schönauer. Významnější stavbou ve vesnici byl mlýn při spodním okraji. V letech 1708–1824 byla do Bedřichova umístěna stanice hraničního kordonu a v období 1849–1852 zde sídlila finanční stráž. Po druhé světové válce postihl vesnici odsun německého obyvatelstva a po válce již nedošlo k jejímu dosídlení. Po vesnici se dochovaly jen pozůstatky základů domů ze suťových kamenů. Dochoval se jediný zdevastovaný dům. Ten koupil nový nájemník a začal s jeho opravou. Oprava trvala dlouho a už to vypadalo, že oprava nebude nikdy dokončena.
Nakonec byla stavba dokončena a dům je evidován pod adresou Závist, čp. 18.
Při kopání příkopu na louce východně od Bedřichova našli domkaři Simon a Köstner poklad. Poklad se skládal ze 17 stříbrných mincí obklopených mnoha skleněnými korálky. Mince byly z let 1568–1625 a měly průměr až 4 cm. Některé mince nesly nápisy od vévody Saského, jiné od císaře Svaté říše římské a další od španělského krále. Jedna mince nesla nápis Dominus mihi adiutor (Pán je můj pomocník). Poklad byl pravděpodobně zakopán během třicetileté války.

## Obyvatelstvo
Sommerova topografie z roku 1839 popisuje ve vsi 13 domů a 107 obyvatel.
Při sčítání lidu v roce 1921 zde žilo 135 obyvatel, z toho 134 německé národnosti, jeden cizozemec, kteří se hlásili k římskokatolické církvi.
| Rok            | 1869 | 1880 | 1890 | 1900 | 1910 | 1921 | 1930 | 1950 | 1961 | 1970 | 1980 | 1991 | 2001 | 2011 |
| -------------- | ---- | ---- | ---- | ---- | ---- | ---- | ---- | ---- | ---- | ---- | ---- | ---- | ---- | ---- |
| Počet obyvatel | 132  | 149  | 165  | 162  | 152  | 135  | 97   | 2    | –    | –    | –    | –    | –    | –    |
| Počet domů     | 15   | 17   | 18   | 18   | 17   | 17   | 17   | 1    | –    | –    | –    | –    | –    | –    |